# Alexandra Feodorovna
Alexandra Feodorovna, ursprungligen Friederike Luise Charlotte Wilhelmine av Preussen, född 13 juli 1798 på Charlottenburgs slott, död 1 november 1860 i Alexanderpalatset, var en rysk kejsarinna (tsaritsa), gift med tsar Nikolaj I av Ryssland och mor till tsar Alexander II av Ryssland.  Hon var Rysslands kejsarinna 1825 till 1855.
Alexandra beskrivs som vacker och extrovert, men hon led av en dålig hälsa som från 1845 tvingade henne att spendera långa perioder utomlands. Hon levde i ett lyckligt äktenskap med Nikolaj I, som sades älska henne passionerat och possessivt, och som 1841 skaffade sig en älskarinna endast för att läkarna hade förbjudit honom att ha sexuellt umgänge med sin hustru för hennes hälsas skull. Hon saknade intresse för politik och spelade aldrig någon politisk roll, utan levde ett isolerat societetsliv begränsat till den närmaste fransktalande adliga kretsen kring hovet. 

## Biografi
Charlotte var dotter till Preussens kung Fredrik Vilhelm III och dennes gemål Louise av Mecklenburg-Strelitz. Hon tillbringade en del av sin barndom i Ostpreussen, dit det preussiska kungahuset hade flytt när Napoleon år 1806 erövrade Berlin, och där de levde under beskydd av tsar Alexander I. Hon växte sedan upp i Memel. Hennes mor beskrev henne som reserverad och kylig till det yttre, men varmhjärtad under ytan, och hon var känd som Lottchen i familjekretsen. Familjen kunde återvända till Berlin 1809. 

### Giftermål

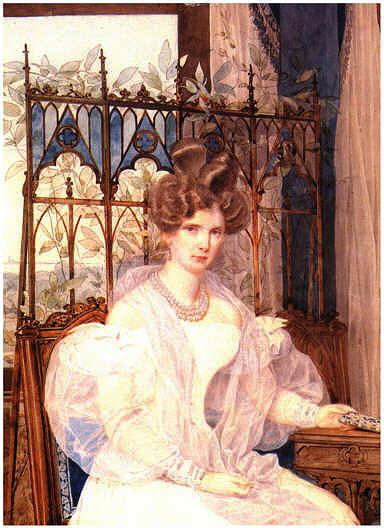
Kejsarinnan Alexandra Feodorovna, cirka 1830.

År 1814 besökte prins Nikolaj av Ryssland och hans bror Michael det preussiska hovet. Nikolaj var vid den här tidpunkten ännu inte tronföljare och väntades inte heller bli det, utan en yngre bror till tronföljaren Konstantin, men ett äktenskap mellan en medlem ur det preussiska kungahuset och det ryska tsarhuset ansågs önskvärt för att besegla alliansen mellan Ryssland och Preussen mot kejsar Napoleon. 
Då han gjorde ännu ett besök året därpå, ska Nikolaj och Charlotte ha blivit ömsesidigt förälskade i varandra. Paret trolovades den 14 november 1815. Bröllopet skulle enligt överenskommelse äga rum två år senare. 
I juni 1817 kom Charlotte till Ryssland, där hon 24 juni /6 juli konverterade till den ortodoxa tron, döptes till Alexandra Feodorovna och fick titeln storhertiginna och Sankta Katarina-orden. Bröllopet ägde rum på hennes födelsedag i Vinterpalatsets stora kyrka. 
Alexandra var belåten med att endast bli storhertiginna och svägerska till tronföljaren, snarare än maka till tronföljaren och blivande kejsarinna. Hon skrämdes av tsarhovet, hade svårt att anpassa sig till sitt nya land och bytet av religion, och uttryckte oro inför att möta sin svärmor. Hon fick dock i själva verket en god relation till sin svärmor, Maria Fjodorovna, däremot inte till sin svägerska, kejsarinnan Elisabeth Alexejevna. Alexandra gjorde ett gott intryck vid hovet, där hon beundrades för sin värdighet och skönhet. Hon undervisades i ryska språket och rysk kultur av poeten Vasilij Zhukovskij, men eftersom tyska var tsarfamiljens första språk, och franska var det officiella språket vid det ryska hovet och i societeten, fick Alexandra aldrig tillfälle att öva sin ryska, och kunde därför aldrig tala språket korrekt. 
Sommaren 1819 informerade hennes svåger tsar Alexander paret om att Nikolaj skulle efterträda honom, eftersom han (som var barnlös) hade för avsikt att abdikera inom några år, och Nikolajs näst äldste bror, tronföljaren storfurst Konstantin, planerade att ingå ett morganatiskt äktenskap och därför skulle avsäga sig sin arvsrätt till tronen. De blev formellt och officiellt tronföljarpar år 1822, när hennes svåger Konstantin avstod sina tronanspråk till följd av sitt morganatiska äktenskap, och Alexandra upplevde förändringen i status och framtidsutsikter som ett hårt slag. 

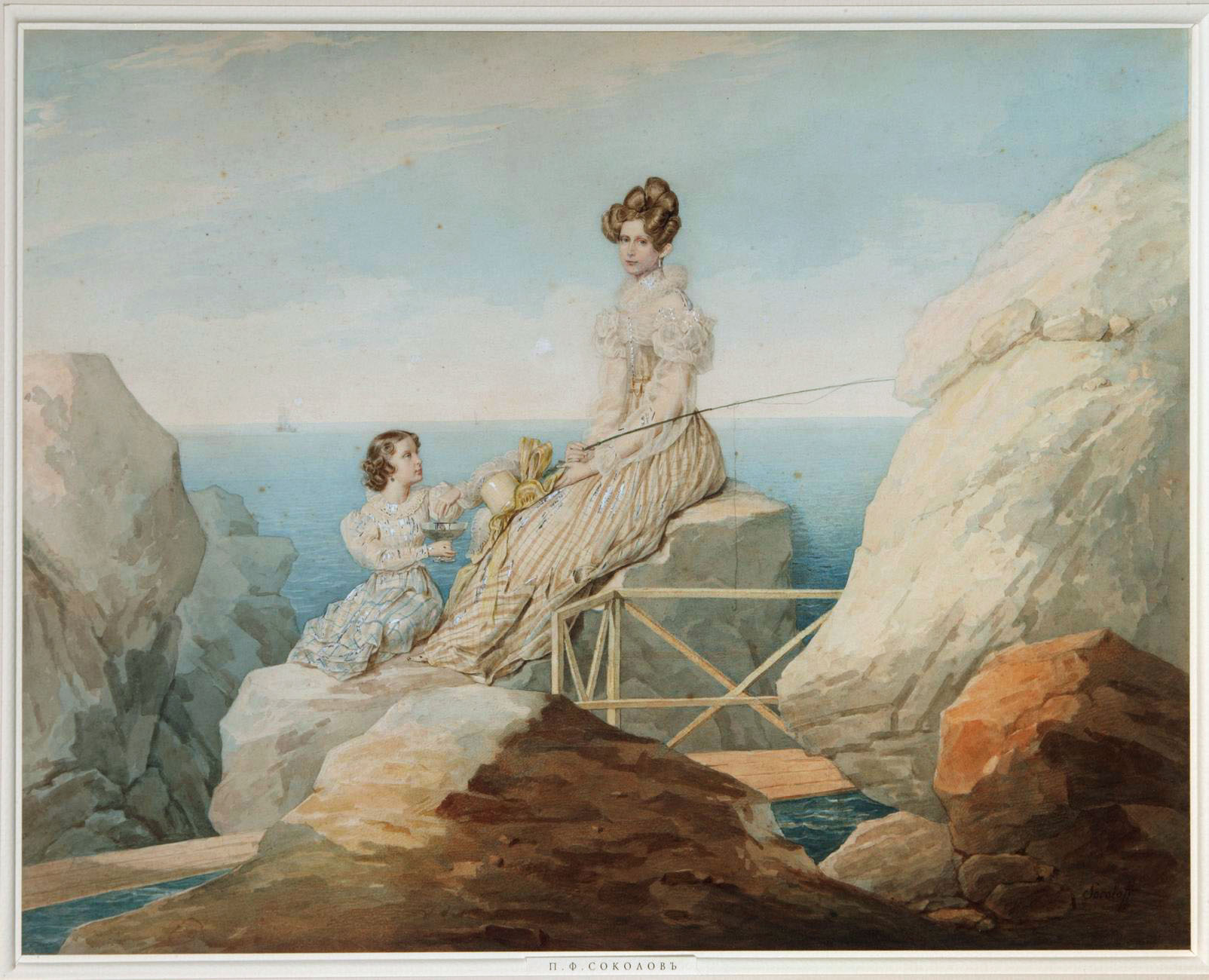
Alexandra och hennes dotter Maria av Petr Sokolov, 1829.

Relationen till Nikolaj beskrivs som lycklig, och paret levde ett mestadels tillbakadraget privatliv i sin privatvåning: maken kallade henne "Mouffy". De första åren besökte makarna ofta Preussen för att lindra Alexandras hemlängtan. De besökte Preussen 1820–21 och 1824–25, och återvände inte förrän i mars 1825, när tsar Alexander kallade dem tillbaka.  

### Kejsarinna
Vid hennes svåger tsar Alexanders död i december 1825 utbröt dekabristupproret och en period av interregnum, då storfurst Konstantin ändå utropades till tsar, och Alexandra och Nikolaj genomgick en period av osäkerhet innan Nikolaj slutligen kunde installeras på tronen. Den instabila politiska situationen vid denna tid och oron den gav henne över hennes och hennes familjs säkerhet hade en sådan effekt på hennes nerver och hälsotillstånd att kröningen vid flera tillfällen behövde skjutas upp för att hon skulle kunna delta. Hon utvecklade nervösa ryckningar i ansiktsnerverna på grund av denna oroliga tid. 
Alexandra och Nikolaj kröntes slutligen i Uspenskijkatedralen, Moskva 22 augusti 1826. Under kröningen tilldelades hon också Sankt Andreas orden. I maj 1829 kröntes de dessutom till kung och drottning av Polen, vilket var unikt för en rysk härskare. Som kejsarpar bodde de oftast i Vinterpalatset under vintern och i Peterhofpalatset under sommaren, där maken lät uppföra en pompejansk villa i italiensk-romantisk stil åt henne. 

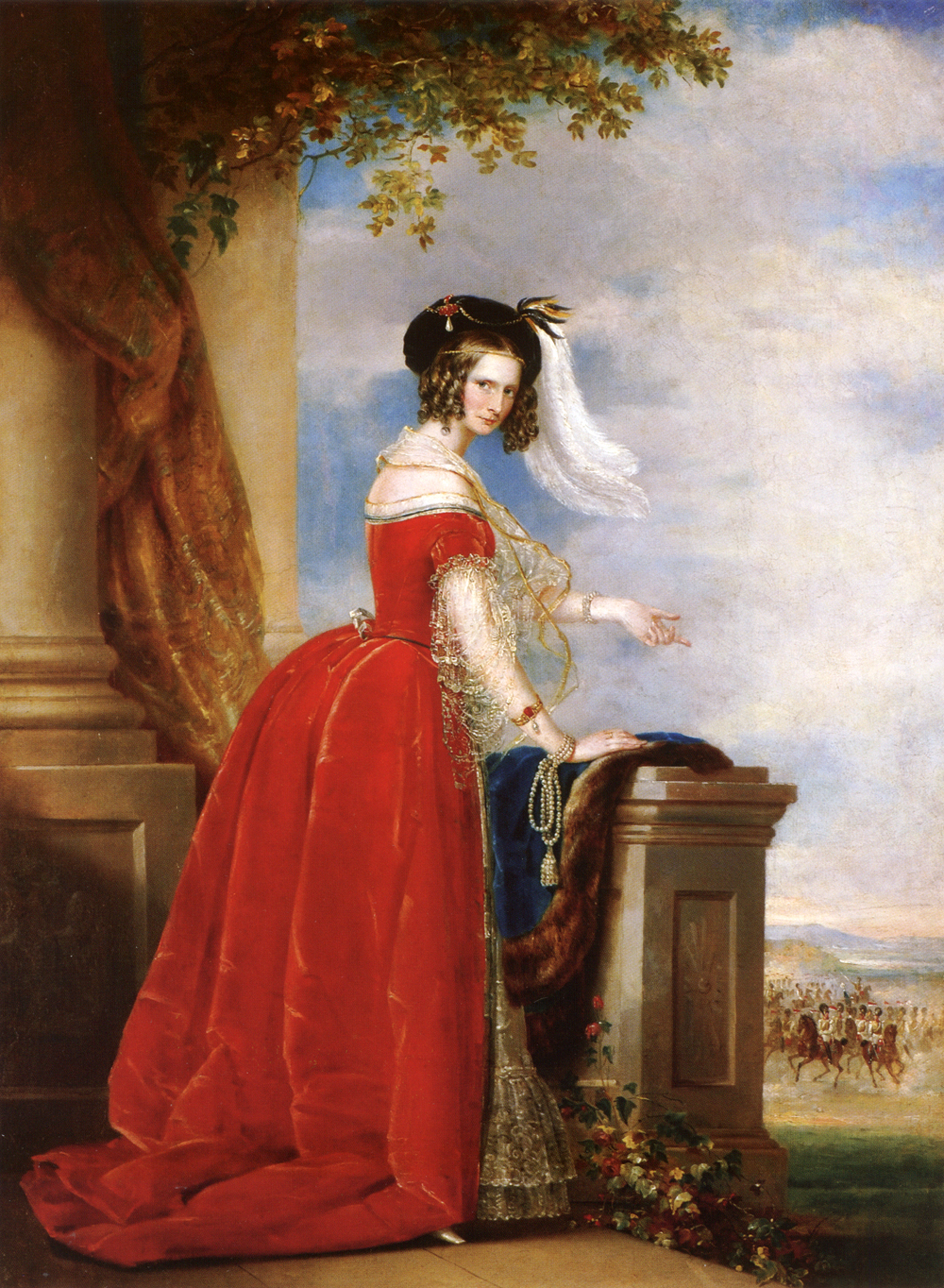
Alexandra Feodorovna av C.Robertson, 1840-talet.

Alexandra beskrivs som en lång, graciös skönhet med fina ansiktsdrag, blå ögon, och vad som sågs som ett naturligt kungligt majestät i sin hållning och sätt att röra sig. Hennes röst ska ha varit grov, men snabb och bestämd. Hon beskrivs som godhjärtad, varken som högfärdig eller frivol, hade ett aktivt intresse för litteratur och ska ha haft ett träffsäkert och lätt ironiskt personomdöme. Hon ägnade sig främst åt familjelivet, juveler och mode; hon var alltid elegant klädd och föredrog ljusa färger, tyckte om läsning och musik och dans, och närvarade ofta och gärna vid kejsarbalerna, där hon kunde dansa till långt in på natten. 
Som kejsarinna utövade Alexandra inget inflytande på politiken, inte ens i form av socialt välgörenhetsarbete. Historiker har gjort bedömningen att Äktenskapet mellan Alexandra och Nikolaj beskrivs som lyckligt, men Nikolaj ska ha dominerat henne kraftigt och förhindrat henne från att utveckla någon egen stark individualitet eller sysselsättning bortom rollen som tillgiven hustru och hängiven moder. Hon hade sin makes förtroende och han höll henne gärna insatt i statens affärer, men hon utvecklade aldrig något intresse för att engagera sig i dem. Hon betraktade sin make som personifieringen av Ryssland och lärde sig aldrig något annat om Rysslands seder eller kultur utanför tillvaron i det förfranskade hovet.  
Hennes kärlek för Nikolaj var besvarad: när Vinterpalatset brann 1837, var hennes kärleksbrev de enda ägodelar han bad om att få räddade från branden. 
Hovdamen Anna Tiuttjev sade om kejsarparets relation: "Kejsar Nikolaj hyste för sin hustru, denna bräckliga, oansvariga och eleganta skapelse, en passionerad och despotisk tillbedjan, och blev genom sin starkare karaktär över hennes väsentligt svagare, den enda lagstiftare hon kände. För honom var hon en fågel, som han höll inlåst i en bur av guld och prydd med ädelstenar, som han matade på nektar och ambrosia, och sövde med melodier och dofter, men vars vingar han inte kände någon ånger inför att klippa, om hon ville fly från de förgyllda gallren i sin cell." 
Hon umgicks i en krets av nära vänner, bland vilka nämns Skaryatin, Kurakin, Dantes, Betancourt och Alexander Troubetzkoy. Varje dag tog hon en ridtur, en promenad i vagn, besökte institutioner, höll mottagning, och närvarade vid kvällens kejsarbal. Redan 1830 anmärkte en vän: "ryktet säger att hon har lungtuberkulos, och att vintern i S: t Petersburg är livshotande för hennes hälsa, men inte för något i världen skulle hon våga tillbringa sex månader bort från kejsaren."
Året 1841 innebar en vändpunkt i Alexandras liv. Hennes hälsa hade alltid varit svag, och försämrats ytterligare på grund av åtta barnfödslar och klimatet i St Petersburg. På grund av hennes allt sämre hälsa och hjärtattacker ordinerade läkarna henne ett liv utan sexuellt umgänge, för att undvika riskerna av en graviditet. Tsar Nikolaj tog då för första gången en älskarinna, Alexandras hovdam Barbara Nelidova. Alexandra ska ha känt svartsjuka och missnöje över makens otrohet, men så småningom resignerat över situationen och behandlade både Nelidova och Nikolaj väl. Nikolaj för sin del ska emotionellt ha fortsatt älska henne, och förklarat att han fann lycka, glädje och ro från statens affärer i hennes sällskap. Från 1845 och framåt började hon också tillbringa mer tid utomlands på hälsoresor till Italien och Frankrike, främst Cote d'Azur, men också på Krim, där tsaren lät uppföra Oradeapalatset åt henne. När läkarna år 1845 för första gången förklarade för tsaren att hon måste resa till Palermo för sin hälsas skull, ska han ha brustit i gråt och bett: "Lämna min fru hos mig!", och då han inte klarade av att vara ifrån henne, följde han med henne på resan. Hennes allt sämre hälsa ska vid samma tid också ha förstört hennes utseende, och hon uppges ha åldrats i förtid. 
En samtida besökare vid hovet beskrev henne vid ungefär samma tidpunkt hon började bli sjuk, och hur hon då försökte göra allt för att hennes hälsoproblem inte skulle märkas, utan glatt dansade polonäs utomhus med bara axlar: " Kejsarinnan har en graciös figur och trots hennes överdriven tunnhet, var hon fylld av vad som på mig verkade vara obeskrivlig nåd. Hon var glad, men föreföll mig nästan död. Nervösa konvulsioner vanära hennes drag, och får henne ibland att skaka på huvudet. Hennes insjunkna djupblå och milda ögon förrådde ett stort lidande, buret med en ängels lugn. Kejsarinnan föreföll i förtid orkeslös och då man ser henne, kan ingen gissa hennes ålder. Hon var så svag att hon helt verkar saknar livskraft. Livet tycks sippra ut för varje dag; kejsarinnan tillhör inte längre tillhör jorden..."

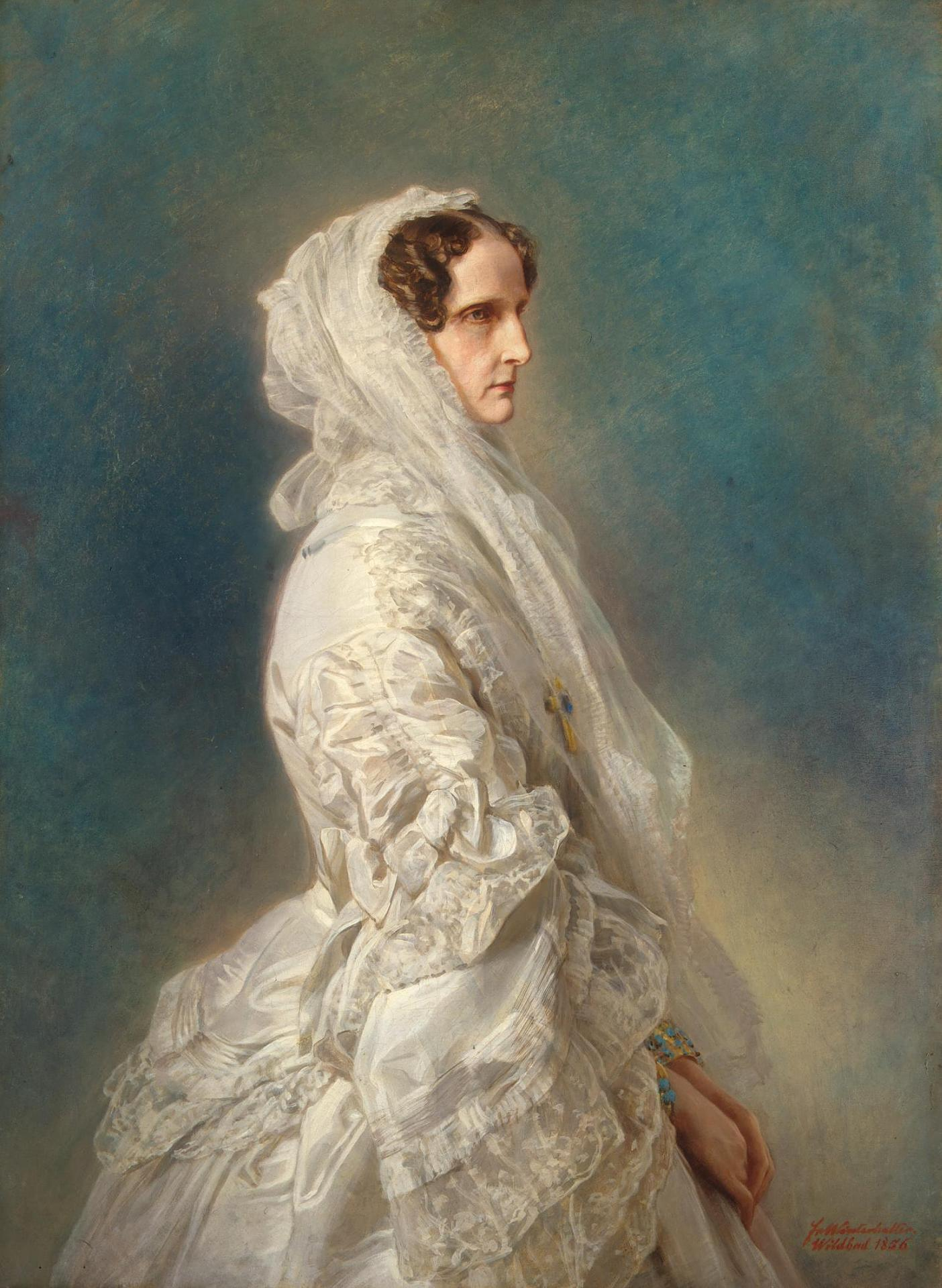
Alexandra Feodorovna som änka, porträtterad av Franz Xaver Winterhalter 1856.

År 1854 var Alexandra Feodorovna så sjuk att hon nästan avled, men lyckades återhämta sig.

### Änkekejsarinna
År 1855 avled tsar Nikolaj och Alexandra blev därmed änkekejsarinna. Hon lämnade offentligheten och drog sig tillbaka till ett stillsamt privatliv i Alexanderpalatset i Tsarskoje Selo. Där tillbringade hon dagarna i en krets av hovdamer, bland dem Barbara Nelidova, som högläste verk av Friedrich Schiller och Johann Wolfgang von Goethe för henne. Hennes hälsotillstånd var i fortsatt nedgående, och hon undergick behandlingar i Schweiz, Nice och Rom. 
I juli 1860 återvände hon från en utlandsresa till Tsarskoje Selo, där hon insjuknade och sedan var fortsatt sjuk fram till sin död den 20 oktober 1860. Hon var endast sextiotvå år. Begravningen ägde rum den 5 november i Peter-Paulkatedralen.

## Barn
1. Alexander II (1818–1881), kejsare av Ryssland 1855–1881
2. Maria, (1819–1876) gift med Maximilian av Leuchtenberg
3. Olga (1822–1892), gift med Karl I av Württemberg
4. Alexandra (1825–1844), gift med Fredrik Vilhelm av Hessen-Kassel
5. Konstantin, (1827–1892) gift med Alexandra av Sachsen-Altenburg
6. Nikolaj (1831–1891) gift med Alexandra av Oldenburg
7. Mikael (1832–1909) gift 1857 Cecilia av Baden

## Anfäder
|                       |  |  |  |  |  |  |  |                                 |  |  |  |  |  |  |  |                                     |  |  |  |  |  |  |  | August Vilhelm av Preussen                    |
|                       |  |  |  |  |  |  |  |                                 |  |  |  |  |  |  |  |                                     |  |  |  |  |  |  |  |                                               |
|                       |  |  |  |  |  |  |  |                                 |  |  |  |  |  |  |  | Fredrik Vilhelm II av Preussen      |  |  |  |  |  |  |  |                                               |
|                       |  |  |  |  |  |  |  |                                 |  |  |  |  |  |  |  |                                     |  |  |  |  |  |  |  |                                               |
|                       |  |  |  |  |  |  |  |                                 |  |  |  |  |  |  |  |                                     |  |  |  |  |  |  |  | Lovisa Amalia av Braunschweig-Wolfenbüttel    |
|                       |  |  |  |  |  |  |  |                                 |  |  |  |  |  |  |  |                                     |  |  |  |  |  |  |  |                                               |
|                       |  |  |  |  |  |  |  | Fredrik Vilhelm III av Preussen |  |  |  |  |  |  |  |                                     |  |  |  |  |  |  |  |                                               |
|                       |  |  |  |  |  |  |  |                                 |  |  |  |  |  |  |  |                                     |  |  |  |  |  |  |  |                                               |
|                       |  |  |  |  |  |  |  |                                 |  |  |  |  |  |  |  |                                     |  |  |  |  |  |  |  | Ludvig IX av Hessen-Darmstadt                 |
|                       |  |  |  |  |  |  |  |                                 |  |  |  |  |  |  |  |                                     |  |  |  |  |  |  |  |                                               |
|                       |  |  |  |  |  |  |  |                                 |  |  |  |  |  |  |  | Fredrika Louise av Hessen-Darmstadt |  |  |  |  |  |  |  |                                               |
|                       |  |  |  |  |  |  |  |                                 |  |  |  |  |  |  |  |                                     |  |  |  |  |  |  |  |                                               |
|                       |  |  |  |  |  |  |  |                                 |  |  |  |  |  |  |  |                                     |  |  |  |  |  |  |  | Karolina av Birkenfeld-Zweibrücken            |
|                       |  |  |  |  |  |  |  |                                 |  |  |  |  |  |  |  |                                     |  |  |  |  |  |  |  |                                               |
| Charlotte av Preussen |  |  |  |  |  |  |  |                                 |  |  |  |  |  |  |  |                                     |  |  |  |  |  |  |  |                                               |
|                       |  |  |  |  |  |  |  |                                 |  |  |  |  |  |  |  |                                     |  |  |  |  |  |  |  | Karl Ludvig Fredrik av Mecklenburg-Strelitz   |
|                       |  |  |  |  |  |  |  |                                 |  |  |  |  |  |  |  |                                     |  |  |  |  |  |  |  |                                               |
|                       |  |  |  |  |  |  |  |                                 |  |  |  |  |  |  |  | Karl II av Mecklenburg-Strelitz     |  |  |  |  |  |  |  |                                               |
|                       |  |  |  |  |  |  |  |                                 |  |  |  |  |  |  |  |                                     |  |  |  |  |  |  |  |                                               |
|                       |  |  |  |  |  |  |  |                                 |  |  |  |  |  |  |  |                                     |  |  |  |  |  |  |  | Elisabeth Albertina av Sachsen-Hildburghausen |
|                       |  |  |  |  |  |  |  |                                 |  |  |  |  |  |  |  |                                     |  |  |  |  |  |  |  |                                               |
|                       |  |  |  |  |  |  |  | Louise av Mecklenburg-Strelitz  |  |  |  |  |  |  |  |                                     |  |  |  |  |  |  |  |                                               |
|                       |  |  |  |  |  |  |  |                                 |  |  |  |  |  |  |  |                                     |  |  |  |  |  |  |  |                                               |
|                       |  |  |  |  |  |  |  |                                 |  |  |  |  |  |  |  |                                     |  |  |  |  |  |  |  | Georg Wilhelm av Hessen-Darmstadt             |
|                       |  |  |  |  |  |  |  |                                 |  |  |  |  |  |  |  |                                     |  |  |  |  |  |  |  |                                               |
|                       |  |  |  |  |  |  |  |                                 |  |  |  |  |  |  |  | Fredrika av Hessen-Darmstadt        |  |  |  |  |  |  |  |                                               |
|                       |  |  |  |  |  |  |  |                                 |  |  |  |  |  |  |  |                                     |  |  |  |  |  |  |  |                                               |
|                       |  |  |  |  |  |  |  |                                 |  |  |  |  |  |  |  |                                     |  |  |  |  |  |  |  | Louise av Leiningen-Falkenburg-Dagsburg       |
|                       |  |  |  |  |  |  |  |                                 |  |  |  |  |  |  |  |                                     |  |  |  |  |  |  |  |                                               |